# Ermita del Socorro
En el caseriu de El Socorro de Güímar, Canàries (Espanya, existeixen dues ermites. La major, situada a la plaça del Socorro, construïda a la fi del segle xvi i una petita capella al final de la Costa del Socorro de principis del segle xx. L'ermita del Socorro va ser declarada Bé d'Interès Cultural (BIC) en la categoria de Monument considerant que manté les característiques arquitectòniques d'un antic temple, així com la significació que té per a l'extensa comarca del sud de Tenerife i per a tota l'illa en relació amb el romiatge del Socorro. Consta de dues naus, amb coberta de teula àrab a dues aigües. Arquitectònicament destaca la seva façana d'abteria i el seu campanar. En el seu interior el paviment és de pedra xasnera i sobresurt una pintura a l'oli de La nostra Senyora del Socorro, pintada per Javier Eloy Campos, natural de Güímar.

## Història

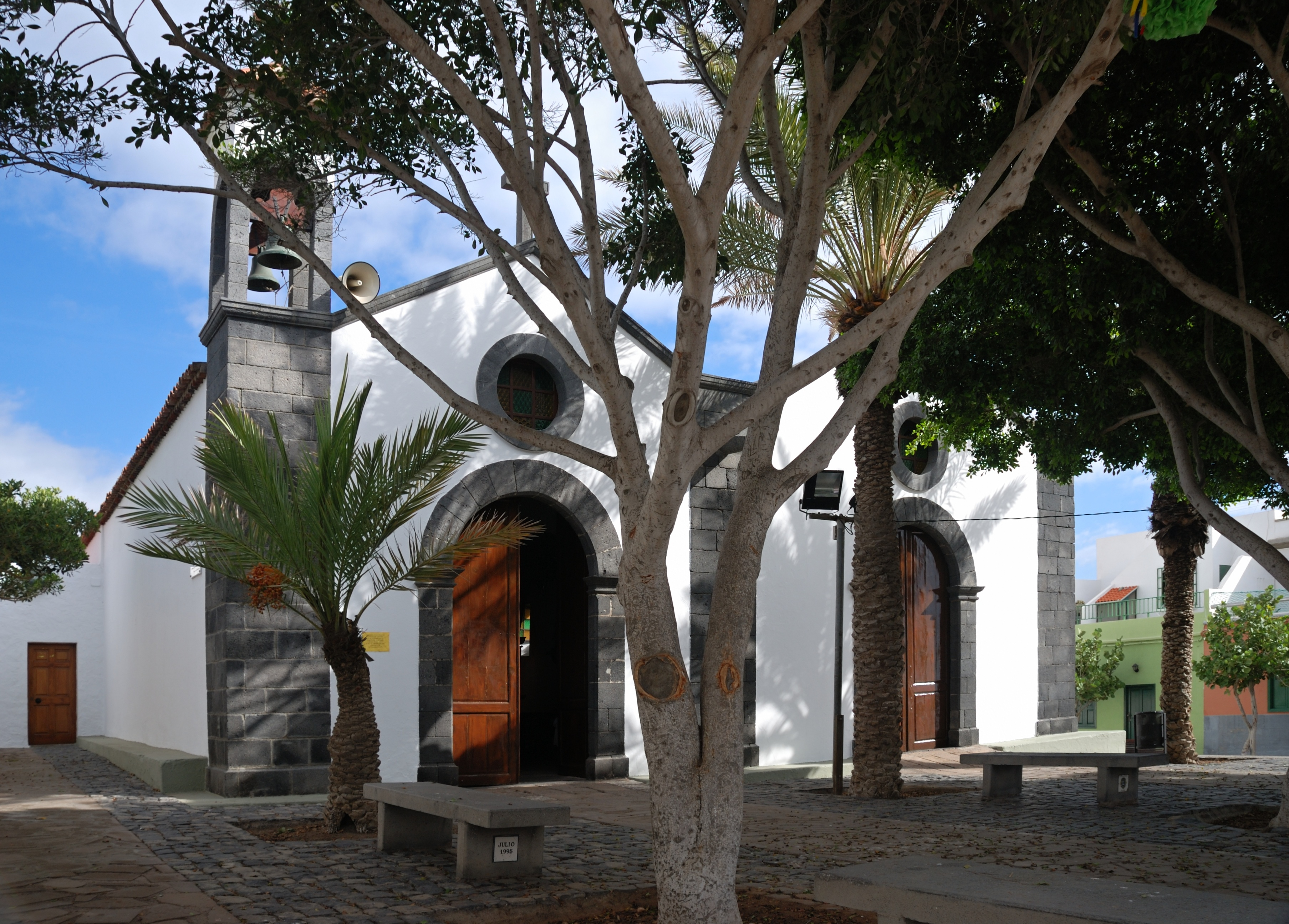
Ermita del Socorro de Güímar

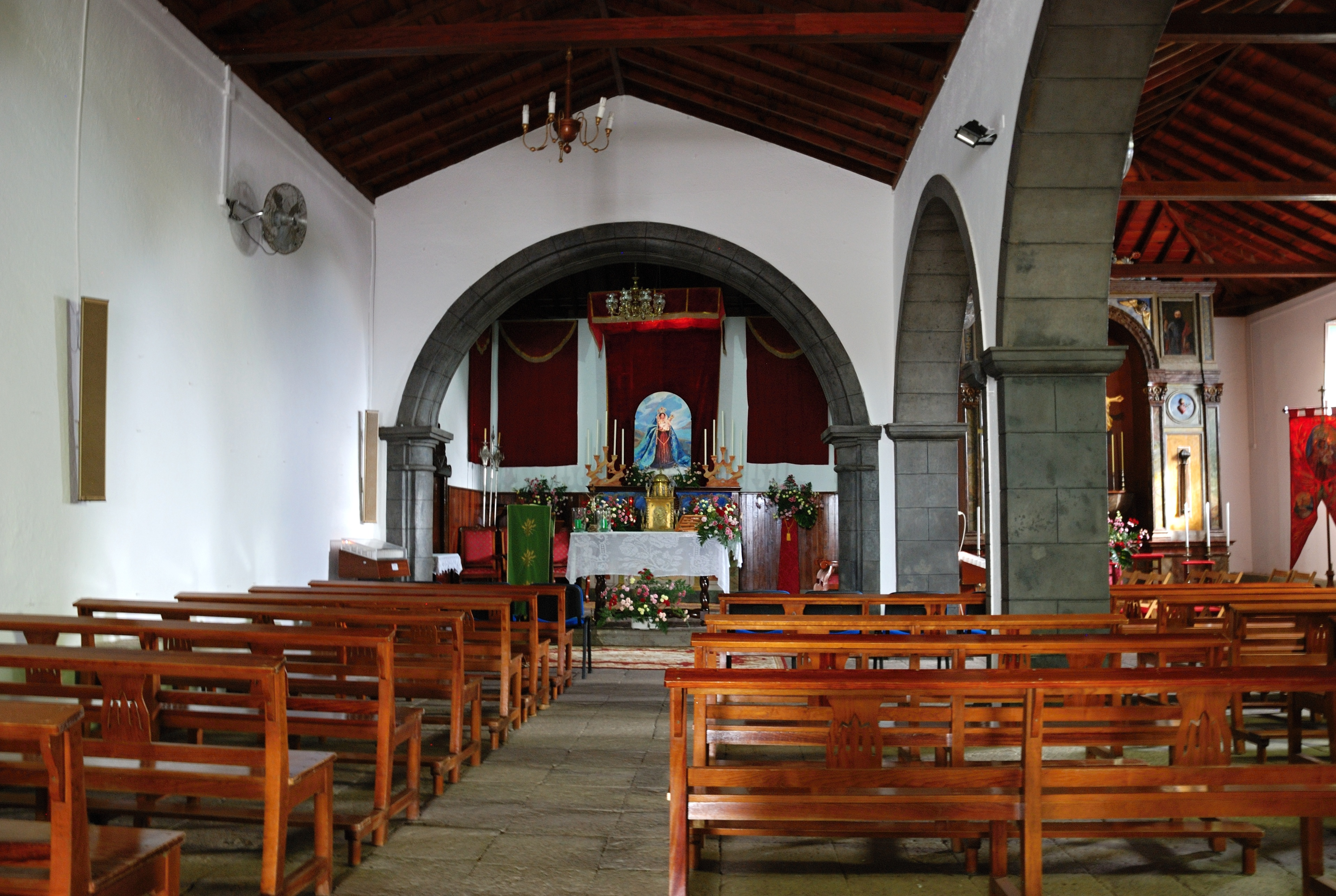
Ermita del Socorro de Güímar

Segons el Pare Fray Alonso d'Espinosa, la primitiva ermita es va construir en el primer terç del segle xvi, prop del lloc on l'aparició de la Verge en la platja de Chimisay:
| « | ...por memoria deste aparecimiento, pusieron después los cristianos una cruz que hoy está en pie, y un poco adelante fundaron una pequeña ermita, que llamaron del Socorro... | » |

Segons això, l'ermita estaria prop del Pla de la Verge de Güímar, possiblement després de la costa del Socorro, lloc on relata la tradició que el mencey Acaimo]sol·licita socors per poder superar les dificultats orogràfiques durant el trasllat de la imatge a la Cova de Chinguaro.
L'historiador Cipriano d'Arribas y Sánchez assenyala la data de construcció de l'ermita el següent:
| « | ...mandada fabricar por el primer Adelantado y vecinos de la isla en 1510. | » |

Després d'un període de decadència, Antonio de Viana recull que a la fi del segle xvi, l'ermita va haver de ser reconstruïda en un lloc diferent:
| « | ...y vio el barranco y sitio venturoso donde apareció la Santa Imagen, y adonde se fundó por su memoria una ermita llamada del Socorro, que nuevamente se ha reedificado y está muy cerca del barranco, puesto que fundarse en el mismo fue imposible por el combate de la mar que baña toda la playa, y boca del barranco,.... | » |

Al segle xix les reformes promogudes pel rector Agustín Díaz Núñez doten al temple de dues naus.
Cap a 1915 es va aixecar una petita capella en el lloc on probablement estigués l'original.
La reforma més recent ha estat la restauració del campanar realitzada en 2011.